# Johann Ludwig Strecker
Johann Ludwig Strecker (ur. 7 maja 1721 w Darmstadt, zm. 12 września 1799 tamże) – malarz niemiecki zatrudniony na dworze Landgrafstwa Hesja-Darmstadt.
Od 1740 roku pracował w warsztacie J. Ch. Fiedlera. Dostawał wtedy 25 guldenów na kwartał prawdopodobnie dla opłacenia studiów w Paryżu. Specjalizował się głównie w portretach dostojników Landgrafstwa takich jak Johann Heinrich Merck.